# Stenoporpia insipidaria
Stenoporpia insipidaria är en fjärilsart som beskrevs av Mcdunnough 1945. Stenoporpia insipidaria ingår i släktet Stenoporpia och familjen mätare. Inga underarter finns listade i Catalogue of Life.